# Frédéric Bouraly
Frédéric Bouraly est un acteur, scénariste, auteur et humoriste français né le 3 mai 1960 à Moulins dans l'Allier.

## Biographie
Frédéric Bouraly pratique le doublage en interprétant notamment la voix française de Mister Satan dans Dragon Ball Z et dans les films où le personnage apparaît, ainsi que d'autres personnages secondaires de la série. Depuis 2009, il interprète José dans Scènes de ménages, la série télévisée diffusée sur la chaîne de télévision française M6.

## Théâtre
- 1980 : Haute surveillance, mise en scène de Guy Naigeon, Théâtre du 8e de Lyon
- 1981 : Les Deux Orphelines, mise en scène de Jean-Louis Martin-Barbaz, Tournée mondiale
- 1982 : Les Femmes savantes, mise en scène de Jean-Louis Martin-Barbaz, Tournée mondiale
- 1983 : Le Bourgeois gentilhomme, mise en scène de Jean Moign, Tournée française
- 1984 : Les Deux Timides, mise en scène de Frédéric Bouraly, Théâtre des Arts de Créteil
- 1984 : Le beau beffroi, mise en scène de Richard Colinet, Douai
- 1985 : Jules César, mise en scène de Jean-Louis Martin-Barbaz, Festival de Vaison la Romaine
- 1986 : Les Oiseaux, mise en scène de R. Bensimon, Tournée française et tunisienne
- 1987 : Jules César, mise en scène de Robert Hossein, Palais omnisports de Paris-Bercy
- 1988 : Les Caprices de Marianne, mise en scène de Dominique Ferrier, Tournée française
- 1990 : Woyzeck, mise en scène de Daniel Amard, Théâtre de Cergy Pontoise
- 1991-1992 : L'Impromptu de Versailles, mise en scène de Nathalie Chemelny, Théâtre de la Porte de Versailles
- 1992 : Le Retour, mise en scène de Claude Lesko, Tournée mondiale
- 1993 : Le Carrosse du Saint-Sacrement, mise en scène de Nathalie Chemelny, Théâtre de la Renaissance
- 1993-1994-1995 : L'art seine, Théâtre Trévise - Nouveau spectacle tous les dimanches soir.
- 1999 : Les voilà dans Le bouche à oreille, produit par Paul Lederman, Théâtre du Gymnase
- 2003-2004 : La vie de chantier, de et avec Dany Boon, Théâtre du Gymnase Marie Bell
- 2005 : Un jour mon prince viendra, Comédie Caumartin
- 2015 : Conseil de famille de Amanda Sthers, mise en scène Éric Civanyan, Théâtre de la Renaissance
- 2016 : Les Darons avec Emmanuel Donzela, mise en scène Luc Donzongni, théâtre Le Paris (Avignon) puis théâtre du Splendid à Paris
- 2018 : Deux mensonges et une vérité de Sébastien Blanc et Nicolas Poiret, mise en scène Jean-Luc Moreau, Théâtre Rive Gauche
- 2019 : L'interrogatoire de Vautrin, d'après l'œuvre d'Honoré de Balzac, Grand Théâtre de Tours, représentation unique
- 2020 : Le Muguet de noël de Sébastien Blanc et Nicolas Poiret, mise en scène Jean-Luc Moreau, théâtre Montparnasse
- 2023 : Ave César ! de Michele Riml, mise en scène Eric Laugérias, Théâtre Rive Gauche[2]

## Filmographie

### Cinéma
- 1998 : Folle d'elle de Jérôme Cornuau : Alex
- 1999 : Le Schpountz de Gérard Oury : Un flic
- 2000 : Le Battement d'ailes du papillon de Laurent Firode : Bobby
- 2000 : Deuxième quinzaine de juillet de Christophe Reichert : Jean-Jacques
- 2002 : Ah ! si j'étais riche de Michel Munz et Gérard Bitton : Elvis
- 2004 : Le genre humain - 1re partie : Les Parisiens de Claude Lelouch
- 2004 : Quartier VIP de Laurent Firode : Serveur hôtel Enghien
- 2006 : Madame Irma de Didier Bourdon : le gérant du café
- 2006 : La Maison du bonheur de Dany Boon : le médecin
- 2006 : Les Brigades du tigre de Jérôme Cornuau : Caby
- 2009 : Erreur de la banque en votre faveur de Michel Munz et Gérard Bitton : Morel
- 2011 : Le Marquis de Dominique Farrugia : le détenu
- 2012 : Par amour de Laurent Firode : Didier
- 2013 : Blanche-Nuit de Fabrice Sebille : l'homme d'intérieur
- 2013 : L'Homme du passé de Matt Beurois (Court-métrage) : le père de Jenifer
- 2014 : À toi mon amour de Florent Thomas (Court-métrage) : lieutenant Joinot
- 2017 : Votez pour moi de Jean-Pierre Mocky : Carette
- 2019 : Beaux-parents d'Hector Cabello Reyes : Lopez

### Télévision

#### Téléfilms
- 1981 : Les Deux Orphelines de Gérard Thomas : le vicomte d'Estrées
- 2001 : Koan de Jérôme Cornuau : le patron de la société de gardes du corps
- 2002 : Moitié-moitié de Laurent Firode : Cécé
- 2005 : La Pomme de Newton de Laurent Firode : Rodolphe
- 2006 : Comment lui dire de Laurent Firode : le contrôleur
- 2008 : Les Cerfs-volants de Jérôme Cornuau : le directeur
- 2011 : Midi et soir de Laurent Firode : Philippe
- 2012 : Les voies impénétrables de Noémie Saglio et Maxime Govare
- 2015 : La Permission de Philippe Niang : Abel
- 2016 : Mystère à l'Opéra de Léa Fazer : Maurice Jourdeuil
- 2016 : Je suis coupable de Christophe Lamotte : le capitaine Bannafais
- 2022 : Tous Inconnus de Nicolas Hourès : Lui-même
- 2023 : Anniversaire surprise chez les Bodin's de Julien Bloch : Fabrice Lemaire

#### Séries télévisées
- 1988 : Vivement lundi ! (série)

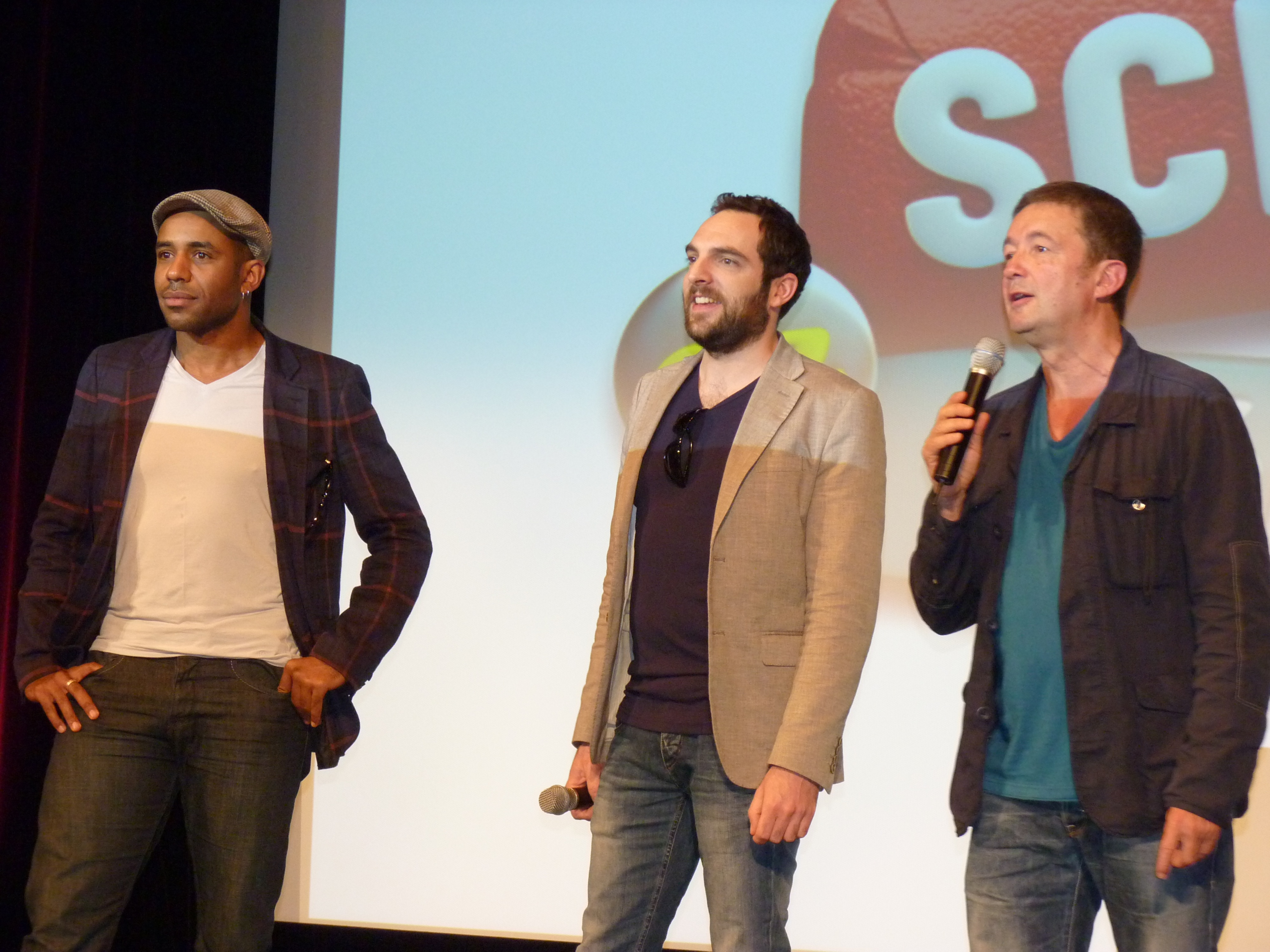
Loup-Denis Elion, David Mora et Frédéric Bouraly, trois acteurs de Scènes de ménages au Festival de télévision de Monte-Carlo 2012.

- 1995 : Les Zacros de la télé : (épisode 12 Télé-taré) : le directeur des programmes télé
- 2000 : H (saison 2, épisode 20 Une histoire de cobaye) : Bertrand, le petit-ami de Clara
- 2002 : Vérité oblige (épisode Koan) : Fred
- 2003 : Alice Nevers : Le juge est une femme (épisodes Jackpot + Mort en salle) : policier Cavazzi
- 2005 : Commissaire Valence (saison 2 épisode 20)
- 2008 : Les Oubliées : Bourgeux
- 2009 : Ce jour-là, tout a changé (épisode L'évasion de Louis XVI) : Goguelat
- 2009 : Les Bleus : Premiers pas dans la police (1 épisode)
- 2009 - : Scènes de ménages : José, le mari de Liliane
- 2010 : R.I.S Police scientifique (1 épisode)
- 2010 : Alice Nevers : Le juge est une femme (saison 8, épisode 5 Risque majeur) : Pierre Castro
- 2014 : Camping Paradis (saison 6, épisode 5 Carnaval au camping) : Michel
- 2014 : Les Témoins de Hervé Hadmar : Philippe
- 2016 : Nina (Saison 2, épisode 1 Le lendemain de la veille) : Laurent Rousseau
- 2019 : Myster Mocky présente, épisode Le pique assiette de Jean-Pierre Mocky
- 2020 : Peur sur le lac de Jérôme Cornuau : préfet Pascal Baume
- 2021 : Tropiques Criminels (saison 3, épisode 5 Chateauboeuf) : Père Bellevue
- 2023 : La Doc et le Véto, épisode Le lac du diable : M. Bertoni
- 2026 : Ceylan de Cathy Verney et Édouard Deluc : Jean-Noël Boulain

## Doublage (liste sélective)
Films d'animation
- 1987 : Saint Seiya - Éris : La Légende de la pomme d'or : Orpheus
- 1987 : Robotech - The Masters : Zor Premier
- 1987 : Dragon Ball : Le Château du démon : Lucifer
- 1990 : Dragon Ball Z : Le Combat fratricide : Thalès
- 1991 : Dragon Ball Z : La Revanche de Cooler : Cooler
- 1992 : Dragon Ball Z : Cent mille guerriers de métal : Vegeta (en remplacement d'Eric Legrand) et Yajirobé
- 1995 : Dragon Ball Z : Fusions (Film 12) : Mr Satan, Janemba
- 2013 : Dragon Ball Z : Battle of Gods : Mr. Satan

Séries d'animation
- 1990-1996 : Dragon Ball Z : Vegeta (voix de remplacement), Mr. Satan, Trunks du futur lors du Cell Game (voix de remplacement), Paikûhan et autres personnages
- 2005 : Le Roi des Papas à Hollywood : les Blagues (naïve 2005)
- 2007-2011 : SamSam : Marchel 1er, les pipis au lit
- 2011-2012 : Dragon Ball Z Kai : Mr. Satan
- 2017-2018 : Dragon Ball Super : Mr. Satan

Fictions audio
- 2003 : En voiture avec le Roi des papas : Monsieur des blagues ratées et le magicien
- 2016 : Les contes mélangés : Le chat beauté : le meunier

## Voix off

### Publicités[3]
- ARAMIS
- MACIF
- Poweo
- Mercedes-Benz
- Cycles Peugeot
- MAAF
- Leroy Merlin